# Fórmula de cuadratura de Cavalieri

La fórmula de cuadratura de Cavalieri calcula el área bajo una curva cúbica, al igual que con otras potencias superiores.

En cálculo infinitesimal, la fórmula de cuadratura de Cavalieri, llamada así por el matemático italiano del siglo XVII Bonaventura Cavalieri, es la integral
{\displaystyle \int _{0}^{a}x^{n}\,dx={\tfrac {1}{n+1}}\,a^{n+1}\qquad n\geq 0,}
y sus generalizaciones. Esta es la forma integral definida; la integral indefinida es:
{\displaystyle \int x^{n}\,dx={\tfrac {1}{n+1}}\,x^{n+1}+C\qquad n\neq -1.}
Existen fórmulas adicionales, que se detallan más adelante. Junto con la linealidad de la integral, esta fórmula permite calcular las integrales de todos los polinomios.
El término "cuadratura" es un término tradicional para área; la integral se interpreta geométricamente como el área bajo la curva y = xn. Los casos tradicionalmente importantes son y = x2, la cuadratura de la parábola, conocida desde la antigüedad, e y = 1/x, la cuadratura de la hipérbola, cuyo valor es un logaritmo.

## Fórmulas

### nnegativo
Para valores negativos de n (potencias negativas de x), se produce un singularidad en x = 0, y por lo tanto la integral definida se sitúa en 1, en lugar de 0, cediendo:
{\displaystyle \int _{1}^{a}x^{n}\,dx={\tfrac {1}{n+1}}(a^{n+1}-1)\qquad n\neq -1.}
Además, para valores negativos fraccionarios (no enteros) de n, la potencia xn no está bien definida, por lo tanto, la integral indefinida solo se define para x positivo. Sin embargo, siendo n un entero negativo, la potencia xn se define para todas las x no nulas, y las integrales indefinidas y las integrales definidas se pueden hallar sus valores, y por lo tanto se pueden calcular mediante un argumento de simetría, reemplazando x por −x, y limitando la integral definida negativa en −1.
Sobre los números complejos, la integral definida (para valores negativos de n y x) se puede definir a través de una integral de contorno, pero entonces depende de la elección de la ruta, específicamente de su índice: el problema geométrico es que la función define un recubrimiento con una singularidad en 0.

### n=−1
También está el caso excepcional n = −1, produciendo un logaritmo en lugar de una potencia de  x:
{\displaystyle \int _{1}^{a}{\frac {1}{x}}\,dx=\ln a,}
{\displaystyle \int {\frac {1}{x}}\,dx=\ln x+C,\qquad x>0}
(donde "ln" significa el logaritmo natural, es decir, el logaritmo de base e = 2.71828 ...).
La integral incorrecta a menudo se extiende a valores negativos de x a través de la elección discrecional:
{\displaystyle \int {\frac {1}{x}}\,dx=\ln |x|+C,\qquad x\neq 0.}
Téngase en cuenta el uso del valor absoluto en la integral indefinida; una manera de dar una forma unificada a la integral, y significa que la integral de esta función impar es una función par, aunque el logaritmo solo se define para las entradas positivas, y de hecho, diferentes valores constantes de C pueden ser elegidos a cualquier lado de 0, ya que estos no cambian la derivada. La forma más general es así:
{\displaystyle \int {\frac {1}{x}}\,dx={\begin{cases}\ln |x|+C^{-}&x<0\\\ln |x|+C^{+}&x>0\end{cases}}}
Sobre los números complejos no existe una función primitiva global para 1/x, debido a que esta función define un espacio recubridor no trivial; esta forma es especial para los números reales.
Téngase en cuenta que la integral definida comenzando desde 1 no está definida para valores negativos de a, ya que pasa a través de una singularidad, aunque como 1/x es una función impar, puede limitarse la integral definida para potencias negativas en −1. Si se considera la posibilidad a usar integrales impropias y calcular el valor principal de Cauchy, se obtiene {\displaystyle \int _{-c}^{c}{\frac {1}{x}}\,dx=0,} que también se puede argumentar por simetría (ya que el logaritmo es impar), por lo que {\displaystyle \int _{-1}^{1}{\frac {1}{x}}\,dx=0,} no tiene importancia si la integral definida se limita en 1&nbspo −1. Al igual que con la integral indefinida, este planteamiento es especial para los números reales, y no se extiende a los números complejos.

### Fórmulas alternativas
La integral también se puede escribir con índices intercambiados, lo que simplifica el resultado y hace que la relación con la diferenciación n-dimensional y el n-cubo sea más clara:
{\displaystyle \int _{0}^{a}x^{n-1}\,dx={\tfrac {1}{n}}a^{n}\qquad n\geq 1.}
{\displaystyle \int x^{n-1}\,dx={\tfrac {1}{n}}x^{n}+C\qquad n\neq 0.}
De manera más general, estas fórmulas se pueden dar como:
{\displaystyle \int (ax+b)^{n}dx={\frac {(ax+b)^{n+1}}{a(n+1)}}+C\qquad {\mbox{(for }}n\neq -1{\mbox{)}}\,\!}
{\displaystyle \int {\frac {1}{ax+b}}dx={\frac {1}{a}}\ln \left|ax+b\right|+C}
Más generalmente:
{\displaystyle \int {\frac {1}{ax+b}}\,dx={\begin{cases}{\frac {1}{a}}\ln \left|ax+b\right|+C^{-}&x<-b/a\\{\frac {1}{a}}\ln \left|ax+b\right|+C^{+}&x>-b/a\end{cases}}}

## Demostración
La prueba moderna es utilizar una función primitiva: la derivada de xn se muestra como nxn−1, para enteros no negativos. Esto se demuestra a partir del teorema del binomio y la definición de derivada, y por lo tanto, por el teorema fundamental del cálculo, la función primitiva es la integral. Este método falla para {\displaystyle \int {\frac {1}{x}}\,dx,} ya que la función primitiva candidata es {\displaystyle {\frac {1}{0}}\cdot x^{0}}, que no está definida debido a la división por cero. La función logaritmo, que es la función primitiva real de 1/x, debe introducirse y examinarse por separado.

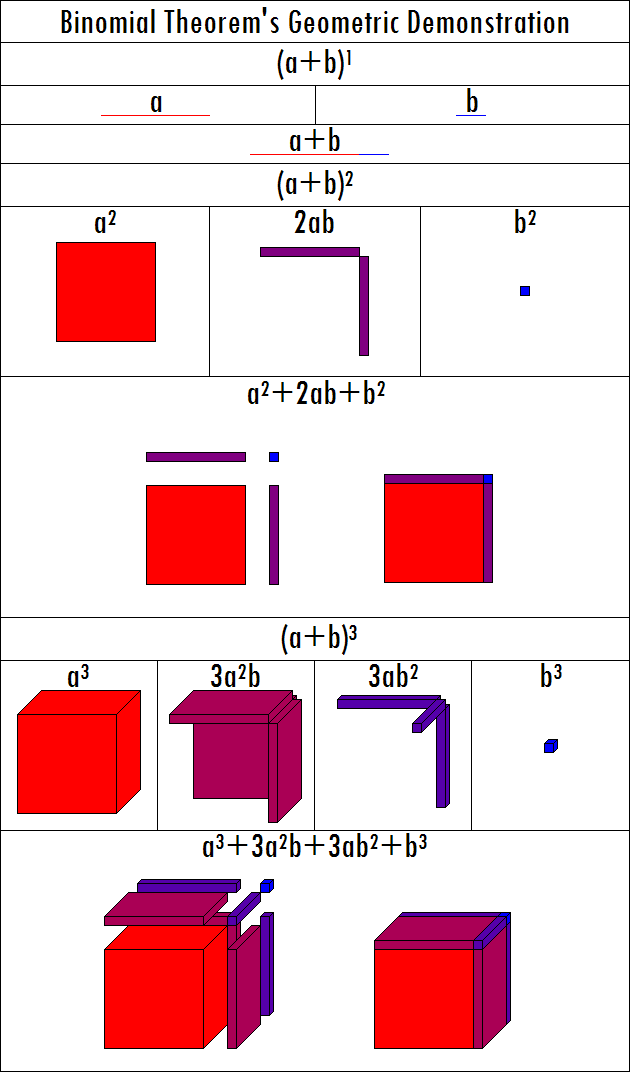
La derivada se puede geometrizar como el cambio infinitesimal en el volumen del n-cubo, que es el área de n caras, cada una de las dimensiones n − 1.
Integrar esta imagen (apilando las caras) geometriza el teorema fundamental del cálculo, produciendo una descomposición del n cubo en n pirámides, que es una prueba geométrica de la fórmula de cuadratura de Cavalieri.

Para enteros positivos, esta demostración puede ser geometrizada: si se considera la cantidad xn como el volumen del n-cubo (un hipercubo tiene n dimensiones), entonces la derivada es la modificación del volumen a medida que se cambia la longitud del lado: esto es xn−1, que puede interpretarse como el área de n caras, cada una de las dimensiones n − 1 (fijando un vértice en el origen, estas son las n caras que no tocan el vértice), que corresponde al cubo que aumenta de tamaño al crecer en la dirección de estas caras, en el caso tridimensional, sumando 3 cuadrados infinitesimalmente finos, uno por cada una de estas caras. Por el contrario, geometrizando según el teorema fundamental del cálculo, acumulando estos infinitesimales (n − 1) cubos produce una (híper)-pirámide, y n de estas pirámides forman el n -cubo, que produce la fórmula. Además, hay un n-pliegue de simetría cíclica del n-cubo alrededor de la diagonal que recorre estas pirámides (por lo que una pirámide es un dominio fundamental). En el caso del cubo (3-cubo), así es como el volumen de una pirámide se estableció originalmente rigurosamente: el cubo tiene una simetría triple, con un dominio fundamental de pirámides, dividiendo el cubo en 3 pirámides, que corresponden al hecho de que el volumen de una pirámide es un tercio de la base multiplicado por la altura. Esto ilustra geométricamente la equivalencia entre la cuadratura de la parábola y el volumen de una pirámide, que se calcularon clásicamente por diferentes medios.
Existen pruebas alternativas, por ejemplo, Fermat calculó el área mediante el truco algebraico de dividir el dominio en ciertos intervalos de longitud desigual; alternativamente, se puede probar esto reconociendo una simetría del gráfico y = xn bajo una dilatación no homogénea (por d en la dirección x y por dn en la dirección y, algebraizando las n dimensiones de la dirección y), o deduciendo la fórmula para todos los valores enteros expandiendo el resultado para n = −1 y comparando los coeficientes.

## Historia

Arquímedes calculó el área de segmentos parabólicos en su obra La cuadratura de la parábola.

Una discusión detallada de la historia de los cálculos de cuadratuda, con las fuentes originales, se da en (Laubenbacher y Pengelley, 1998, Capítulo 3, Análisis: Cálculo de Áreas y Volúmenes); véase también historia del cálculo y la historia de la integración.
El caso de la parábola fue probado en la antigüedad por el matemático de la Grecia clásica Arquímedes en su obra "La cuadratura de la parábola" (siglo III a. C.), a través del método de exhaustación. Cabe destacar que Arquímedes calculó el área dentro de una parábola, el llamado segmento parabólico, en lugar del área bajo el gráfico y = x2, enfoque este último propio de la perspectiva de la geometría analítica. Estos son cálculos equivalentes, pero reflejan una diferencia de perspectiva. Los antiguos griegos, entre otros, también calcularon el volumen de una pirámide o un cono, que son matemáticamente equivalentes.
En el siglo XI, el matemático islámico Alhacén calculó las integrales de curvas cúbicas y cuárticas (grados tres y cuatro) a través de inducción matemática, en su "Libro de Óptica".
Cavalieri calculó el caso de los enteros superiores para n hasta 9, usando su método de indivisibles (Principio de Cavalieri). Interpretó estas integrales superiores como cálculos de volúmenes de mayor dimensión, aunque solo de manera informal, dado que aún no estaba familiarizado con este tipo de objetos geométricos. Este método de cuadratura fue luego extendido por el matemático italiano Evangelista Torricelli a otras curvas como la cicloide. Posteriormente, la fórmula fue generalizada a potencias fraccionarias y negativas por el matemático inglés John Wallis, en su obra Arithmetica Infinitorum (1656), que también estandarizó la noción y la notación de las potencias racionales, aunque Wallis interpretó incorrectamente el caso excepcional n = −1 (cuadratura de la hipérbola) antes de ser finalmente expuesto en términos rigurosos con el desarrollo de la integración.
Antes de la formalización de Wallis de las potencias fraccionarias y negativas, que permitían usar funciones explícitas {\displaystyle y=x^{p/q},}, estas curvas se manejaban implícitamente, a través de las ecuaciones {\displaystyle x^{p}=ky^{q}} y {\displaystyle x^{p}y^{q}=k} (p y q siempre enteros positivos) y se referían respectivamente a parábolas superiores e hipérbolas superiores (o parábolas superiores y hipérbolas superiores). Pierre de Fermat también calculó estas áreas (excepto en el caso excepcional de −1) mediante un truco algebraico: calculó la cuadratura de las hipérbolas superiores dividiendo la línea en intervalos iguales, y luego calculó la cuadratura de las parábolas superiores usando una división en intervalos "desiguales", presumiblemente invirtiendo las divisiones que utilizó para las hipérbolas. Sin embargo, como en el resto de su trabajo, las técnicas de Fermat fueron trucos más ad hoc que tratamientos sistemáticos, y no se considera que jugasen un papel importante en el posterior desarrollo del cálculo.
Es de destacar que Cavalieri solo comparó áreas con áreas y volúmenes con volúmenes, que siempre tienen dimensiones, mientras que la noción de considerar un área como unidades de área (en relación con una unidad estándar), y por lo tanto carente de unidades, parece haberse originado con Wallis, quién estudió las potencias fraccionarias y negativas. La decisión de tratar los valores calculados como números sin unidades le permitió interpretar las dimensiones fraccionarias y negativas.
El caso excepcional de −1 (la hipérbola estándar) fue tratado con éxito por primera vez por Grégoire de Saint-Vincent en su Opus geometricum quadrature circuli et sectionum coni (1647), aunque un tratamiento formal tuvo que esperar hasta el desarrollo del logaritmo natural, lo que fue conseguido por Nikolaus Mercator en su Logarithmotechnia (1668).

### Historia
- Cavalieri,  Geometria indivisibilibus (continuorum nova quadam ratione promota)  (Geometría, expuesta de una manera nueva con la ayuda de indivisibles de lo continuo), 1635.
- Cavalieri,  Exercitationes Geometricae Sex  ("Seis ejercicios geométricos"), 1647
  - en Dirk Jan Struik, editor,  Un libro fuente en matemáticas, 1200-1800  (Princeton University Press, Princeton, Nueva Jersey, 1986). ISBN 0-691-08404-1, ISBN 0-691-02397-2 (pbk).
- Expediciones matemáticas: crónicas de los exploradores , Reinhard Laubenbacher, David Pengelley, 1998, Sección 3.4: 'Cavalieri calcula áreas de parábolas superiores', PA125 pp. 123-127 / 128
- "Una cuenta breve de la historia de las matemáticas", Walter William Rouse Ball, "Cavalieri", p. 278-281
- "cálculo infinitesimal", "Enciclopedia de Matemáticas"
- The Britannica Guide to Analysis and Calculus , de Educational Britannica Educational, p. 171 - discute Wallace principalmente

### Demostraciones
- "Fermat's Integration of Powers", en  Historical Notes for Calculus Teachers  de rickey / V. Frederick Rickey (enlace roto disponible en Internet Archive; véase el historial, la primera versión y la última). - da la prueba algebraica de Fermat de la fórmula en lenguaje moderno
- Wildberger, N. J. (2002). «A new proof of Cavalieri's quadrature formula». The American Mathematical Monthly 109 (9): 843-845. JSTOR 3072373. doi:10.2307/3072373.
- Bradley, David M. (May 2003). «Remark on Cavalieri's quadrature formula». The American Mathematical Monthly 110 (5): 437. Bibcode:2005math......5059B. arXiv:math/0505059, appeared in print at end of Zeros of the Alternating Zeta Function on the Line R(S) = 1
- Barth, N. R. (2004). «Computing Cavalieri's quadrature formula by a symmetry of the n-cube». The American Mathematical Monthly 111 (9): 811-813. JSTOR 4145193. doi:10.2307/4145193.
- Carter, J. Scott; Champanerkar, Abhijit (2006). «A geometric method to compute some elementary integrals». arXiv:math/0608722.
- Una prueba geométrica de la fórmula de cuadratura de Cavalieri Ilan Vardi